# Municipio de Sharon (Pensilvania)
El municipio de Sharon (en inglés: Sharon Township) es un municipio ubicado en el condado de Potter en el estado estadounidense de Pensilvania. En el año 2000 tenía una población de 907 habitantes y una densidad poblacional de 10 personas por km².

## Geografía
El municipio de Sharon se encuentra ubicado en las coordenadas 41°57′00″N 78°09′59″O / 41.95000, -78.16639.

## Demografía
Según la Oficina del Censo en 2000 los ingresos medios por hogar en la localidad eran de $34,063 y los ingresos medios por familia eran $38,661. Los hombres tenían unos ingresos medios de $30,500 frente a los $22,031 para las mujeres. La renta per cápita para la localidad era de $15,570. Alrededor del 11,7% de la población estaban por debajo del umbral de pobreza.